# Lewan Gatschetschiladse

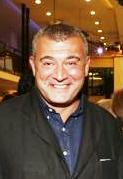
Lewan Gatschetschiladse (2008)

Lewan Gatschetschiladse (georgisch ლევან გაჩეჩილაძე; * 20. Juli 1964 in Tbilissi, Georgische SSR, UdSSR; † vor oder am 20. August 2025) war ein georgischer Unternehmer und Politiker (parteilos). Er war Abgeordneter des georgischen Parlaments, kandidierte bei den Präsidentschaftswahlen in Georgien 2008 vergeblich für das Amt des Staatspräsidenten. Bei den georgischen Parlamentswahlen im Mai 2008 war er Spitzenkandidat des Vereinten Nationalrats.

## Leben

### Studium und Beruf
Gatschetschiladse studierte Mathematik und Volkswirtschaft an der Staatlichen Universität Tiflis.
1994 gründete er gemeinsam mit einer niederländischen Firma das Joint Venture Georgia Wine & Spirits (GWS). 1999 wurde er als georgischer Geschäftsmann des Jahres und GWS als Unternehmen des Jahres ausgezeichnet. Zuletzt besaß er 49 % der GWS-Anteile. Die übrigen gehören dem französischen Wein- und Spirituosenkonzern Pernod Ricard. Gatschetschiladses persönliches Vermögen wird auf 10 Mio. US-Dollar geschätzt.
Zuletzt arbeitete er als Manager für Öffentlichkeitsarbeit an der Staatlichen Ilia-Tschawtschawadse-Universität in Tiflis.

### Abgeordneter
1999 organisierte er Micheil Saakaschwilis Wahlkampagne um das Direktmandat im Wahlkreis Tiflis-Wake, wurde selbst als Listenkandidat der Georgischen Bürgerunion in das georgische Parlament gewählt. 2000 brach er mit der Partei Präsident Eduard Schewardnadses und schloss sich der oppositionellen Gruppe Neue Fraktion an. 2001 gründete er mit Dawit Gamqrelidse die Neue Konservative Partei und wurde deren Vorsitzender. Im November 2003 errang er für das Wahlbündnis Neue Rechte das Direktmandat im Wahlkreis 2 Tiflis-Wake. Er verließ die Neue Konservative Partei, weil ihre Führung es ablehnte, die Rosenrevolution in Georgien zu unterstützen, wurde parteiloses Mitglied der Parlamentsfraktion Demokratische Front. Er gehörte dem parlamentarischen Haushalts- und dem Finanzausschuss an.

### Wortführer der Massenproteste
Im November 2007 wurde Gatschetschiladse zu einem der Wortführer der Massenproteste gegen die georgische Regierung. Am 3. November hielt er vor mehreren tausend Demonstranten in Tiflis eine Rede, in der er den Rücktritt des Staatspräsidenten forderte: "Wir sollten Micheil Saakaschwili auf Wiedersehen sagen." Beim Verlassen des Podiums murmelte er Schimpfworte, die von der Lautsprecheranlage auf den gesamten Platz übertragen wurden.
Am 5. November gehörte er zu jenen vier Aktivisten, die einen Hungerstreik für ein Vorziehen der Parlamentswahlen begannen. Bei der Niederschlagung der Proteste durch die Polizei am 7. November wurde er verletzt und wurde ambulant im Krankenhaus behandelt.

### Oppositioneller Spitzenkandidat

#### Präsidentschaftswahlen
Bei den Präsidentschaftswahlen in Georgien am 5. Januar 2008 kandidierte er für das Amt des Staatsoberhaupts und gewann 25,7 % der Wählerstimmen. Damit erreichte er den zweiten Platz nach Micheil Saakaschwili. Der Kampagnen-Etat betrug 721.190 Lari (rund 465.000 US-Dollar), zu denen er selbst 93.000 Lari beisteuerte.
Politisch wurde er von dem Wahlbündnis Vereinter Nationalrat unterstützt, zu dem die Republikanische Partei Georgiens, die Konservative Partei, die Partei Georgiens Weg, die Freiheitsbewegung (Tavisupleba), Unser eigener Weg, die Volkspartei, die Bewegung für ein vereintes Georgien, die Partei Georgische Truppe und die Partei Nationales Forum gehörten.
Für den Fall seines Wahlsiegs kündigte er an, die Verfassung ändern zu wollen, um das präsidiale Regierungssystem in Georgien abzuschaffen und die Rechte des Parlaments nach westeuropäischem Muster zu stärken. Außerdem wollte er gegen Gewalt und Unterdrückung als Mittel der Politik vorgehen. Die Schaffung einer konstitutionellen Monarchie hielt er für eine verfassungspolitische Option.
Außenpolitisch strebte Gatschetschiladse die Wiedervereinigung Südossetiens und Abchasiens mit Georgien auf dem Wege der Rückführung der georgischen Flüchtlinge, eines nachfolgenden Volksentscheids und Verhandlungen mit Russland an. Die frühere Außenministerin Georgiens, Salome Surabischwili, sollte unter seiner Präsidentschaft Ministerpräsidentin werden.

#### Parlamentswahlen
Der oppositionelle Vereinte Nationalrat kündigte im Februar 2008 an, Gatschetschiladse werde als Spitzenkandidat einer gemeinsamen Oppositionsliste zu den Parlamentswahlen im Mai 2008 antreten.

### Privates
Er war verheiratet und hatte drei Kinder. Familie und Presse nannten ihn kurz Gretschicha (dt. Buchweizen). Sein Bruder ist der georgische Pop-Sänger Giorgi Gatschetschiladse, der mit Künstlernamen Uznobi (dt. ‚Fremder) heißt.